# Karim Matmour
Karim Matmour un futbolista argelino. Milita en las filas del Adelaide United de la A-League.

## Trayectoria
Matmour inicia su carrera como futbolista en las filas del RC Strasbourg. Estando en el equipo juvenil del mismo no se le ofreció un contrato profesional. Y se unió al equipo Amateur Vauban Strasbourg. El 1 de julio de 2005 se une al SC Freiburg como reserva y finalmente fue promovido al primer equipo, el cual participaba de la 2. Bundesliga. El 4 de junio de 2008 se une al equipo recién ascendido Borussia Mönchengladbach con un contrato de 4 años y 2.000.000 de euros para la transferencia.En el Borussia Mönchengladbach donde disputó 79 partidos y consiguió anotar 4 goles siendo una pieza fundamental en el equipo.
Para la temporada 2011/2012 Karin decidió cambiar de aire y fichó por el Eintracht Fráncfort donde disputó 54 partidos y convirtió 7 goles su cuota goleadora más productiva durante su carrera en referencia a equipos. Luego de acabado su contrato se une al 1. FC Kaiserslautern club en el que milita en la actualidad y donde lleva jugados 37 partidos con 5 anotaciones.

## Selección nacional
Recibió la primera llamada a la selección por parte del entrenador de ese momento Jean-Michel Cavalli, el 6 de febrero de 2007 contra Libia. En diciembre de 2009 el seleccionador de Argelia lo llama a jugar la CAN 2010 disputada en Angola. En 2010 disputará la Copa del Mundo luego de una clasificación reñida, con la selección nacional disputó 29 encuentros y convirtió 2 goles.

### Participaciones en Copas del Mundo
| Mundial                        | Sede      | Resultado      |
| ------------------------------ | --------- | -------------- |
| Copa Mundial de Fútbol de 2010 | Sudáfrica | Fase de grupos |

## Clubes
| Club                       | País       | Año           | Partidos | Goles |
| SC Friburgo                | Alemania   | 2004 - 2008   | 79       | 10    |
| Borussia Mönchengladbach   | Alemania   | 2008 - 2011   | 79       | 4     |
| Eintracht Fráncfort        | Alemania   | 2011 - 2013   | 54       | 7     |
| 1. FC Kaiserslautern       | Alemania   | 2013 - 2015   | 56       | 5     |
| Huddersfield Town A. F. C. | Inglaterra | 2015 - 2016   | 16       | 1     |
| 1860 Múnich                | Alemania   | 2016 - 2017   | 13       | 0     |
| Adelaide United            | Australia  | 2017-presente |          |       |

- Datos: Q312518
- Multimedia: Karim Matmour / Q312518